# Arquidiócesis de Sorrento-Castellammare di Stabia
La arquidiócesis de Sorrento-Castellammare di Stabia (en latín: Archidioecesis Surrentina-Castri Maris o Stabiensis y en italiano: Arcidiocesi di Sorrento-Castellammare di Stabia) es una circunscripción eclesiástica de la Iglesia católica en Italia. Se trata de una arquidiócesis latina, sufragánea de la arquidiócesis de Nápoles. Desde el 10 de marzo de 2012 su arzobispo es Francesco Alfano.

## Territorio y organización

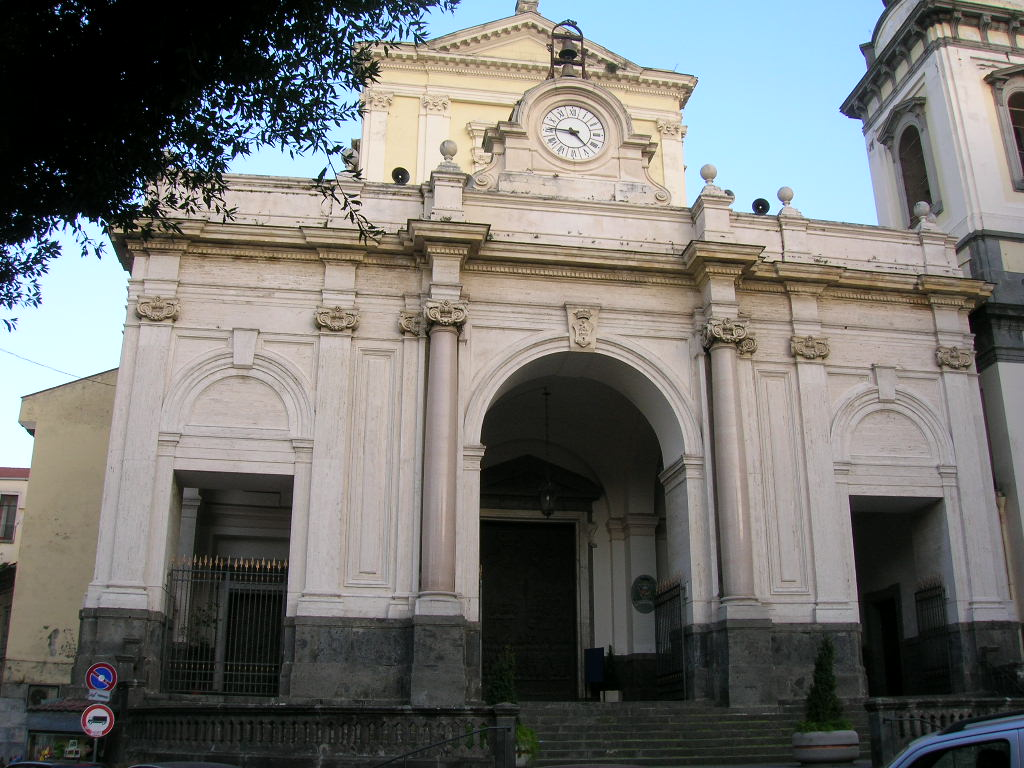
Concatedral de la Santísima María Asunta y San Catelo, en Castellammare di Stabia

La arquidiócesis tiene 205 km² y extiende su jurisdicción sobre los fieles católicos de rito latino residentes en parte de la región de Campania, comprendiendo 16 comunas de la ciudad metropolitana de Nápoles: Sorrento, Castellammare di Stabia, Anacapri, Capri, Casola di Napoli, Gragnano, Lettere, Massa Lubrense, Meta, Piano di Sorrento, Pimonte, Pompeya (excepto el territorio de las parroquias que pertenecen a la prelatura territorial de Pompeya), Sant'Agnello, Sant'Antonio Abate, Santa Maria la Carità y Vico Equense.

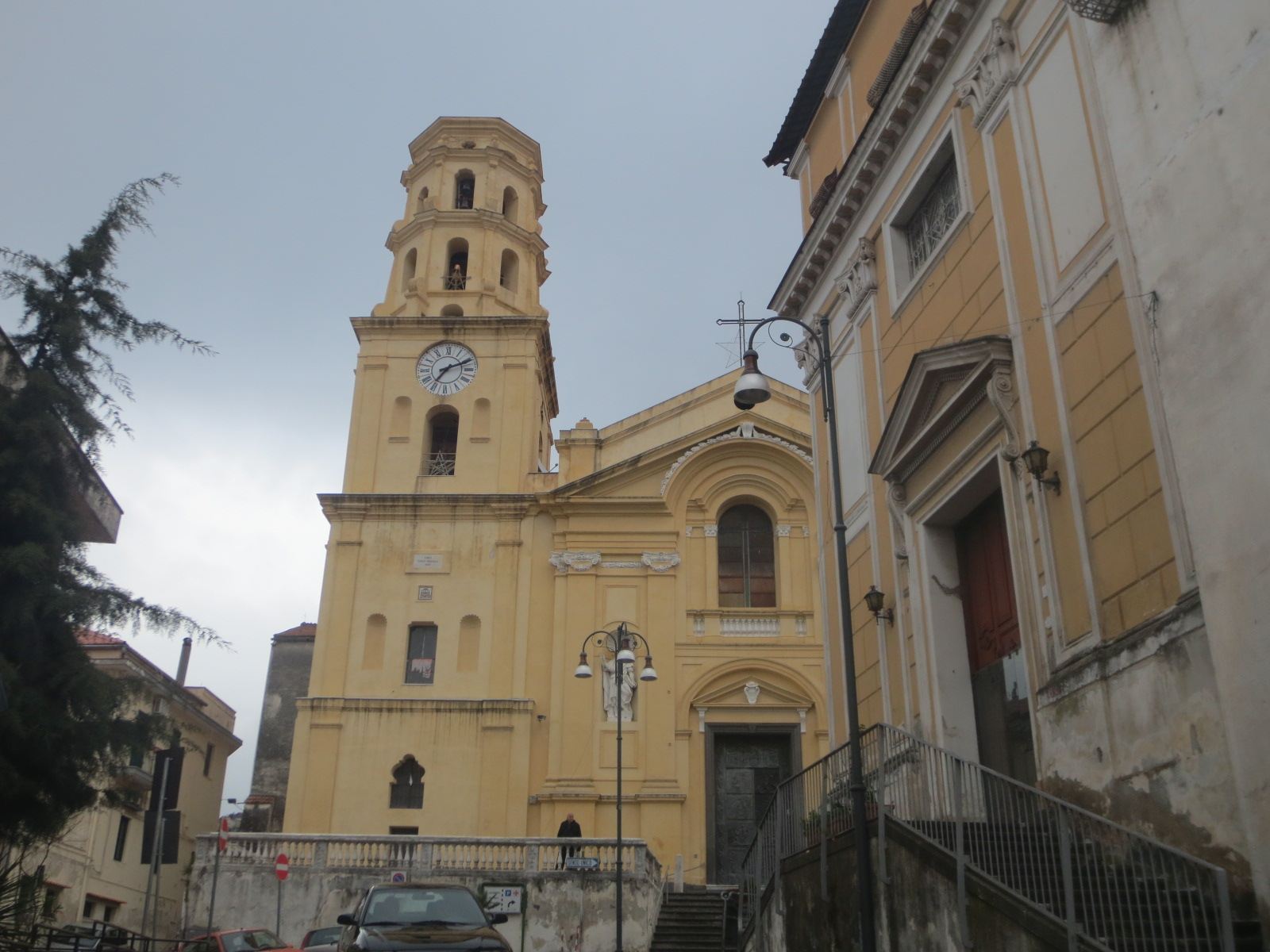
Excatedral y santuario de Santa Ana, en Lettere

La sede de la arquidiócesis se encuentra en la ciudad de Sorrento, en donde se halla la Catedral de los Santos Felipe y Santiago. En Castellammare di Stabia se halla la Concatedral de la Santísima María Asunta y San Catelo.

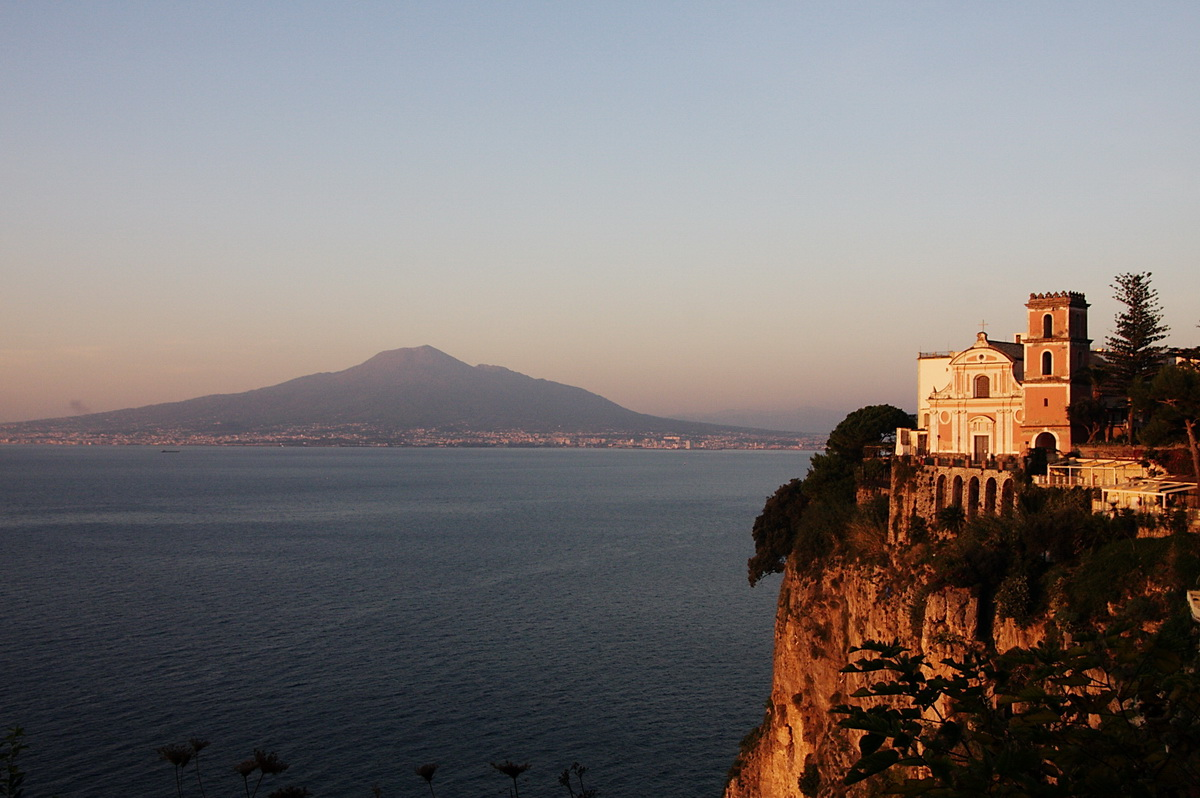
Excatedral de la Santísima Anunciada, en Vico Equense

En el territorio diocesano también se encuentran:
- 5 antiguas catedrales: Santa Ana, en Lettere (diócesis de Lettere); Santísima Anunciada, en Vico Equense (diócesis de Vico Equense); San Constanzo y San Esteban, ambas en Capri (diócesis de Capri); y Santa María de las Gracias, en Massa Lubrense (diócesis de Massa Lubrense);
- 4 basílicas menores: San Antonino, en Sorrento; Santa María del Lauro, en Meta di Sorrento; santuario de Santa María, en Pozzano; y San Miguel Arcángel, en Piano di Sorrento.

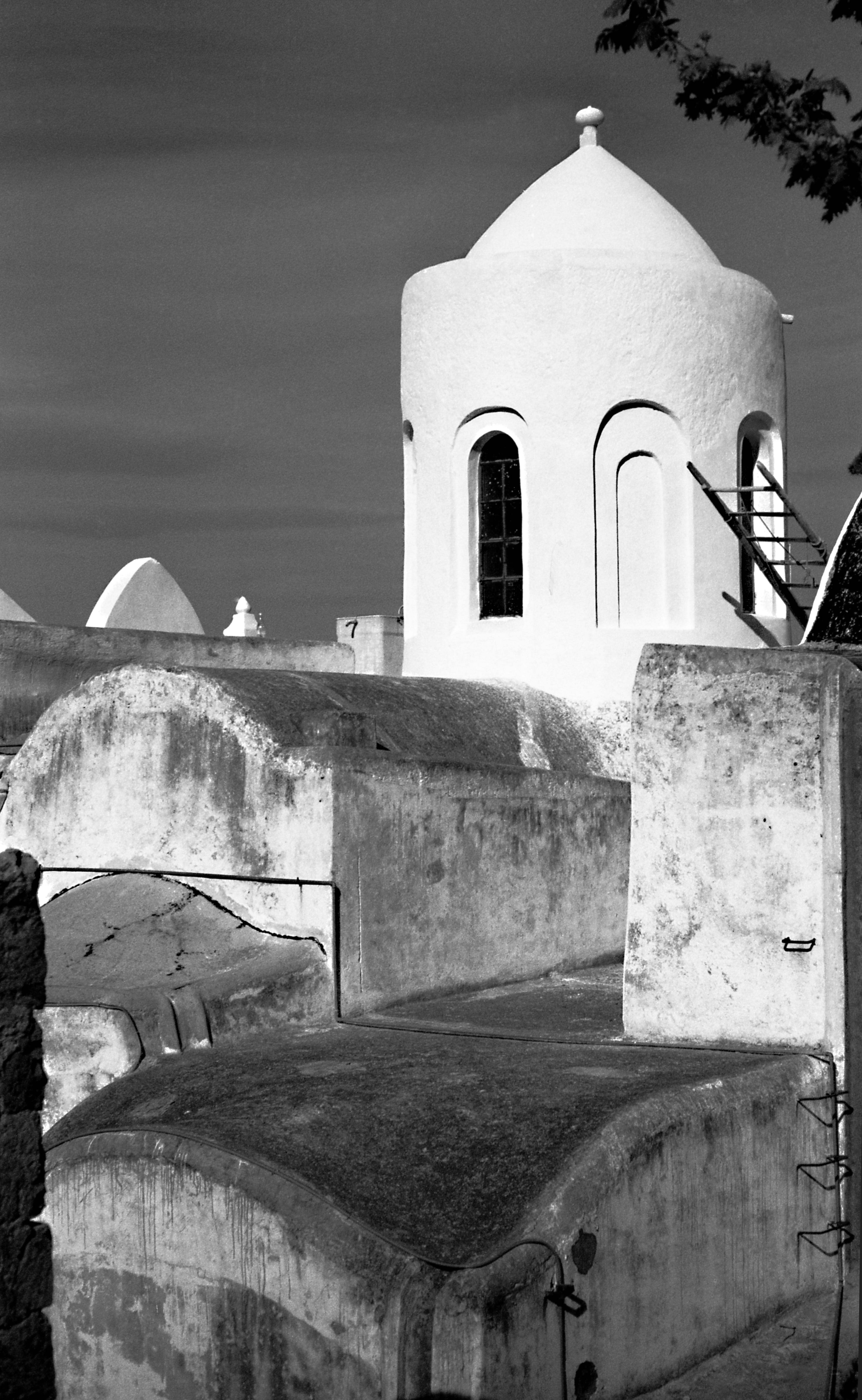
Excatedral de San Constanzo, en Capri

En 2022 en la arquidiócesis existían 88 parroquias agrupadas en 15 unidades pastorales, a su vez agrupadas en 4 zonas pastorales:
- zona pastoral 1: unidades pastorales de Capri (1), Massa Lubrense (2) y Sorrento (3);
- zona pastoral 2: unidades pastorales de Sant'Agnello-Piano-Meta (4), Vico Equense centro (5) y Vico Equense collina (6);
- zona pastoral 3: unidades pastorales de Castellammare centro antico (7), Castellammare centro moderno (8), Castellammare periferia (9) y Castellammare collina (10);
- zona pastoral 4: unidades pastorales de Casola-Lettere (11), Pimonte-San Tommaso di Canterbury in Gragnano (12), Gragnano (13), Sant'Antonio Abate (14) y Santa Maria la Carità in Pompei-Santa Maria delle Grazie in Gragnano-Santa Maria Goretti in Fontanelle-Castellammare di Stabia (15).

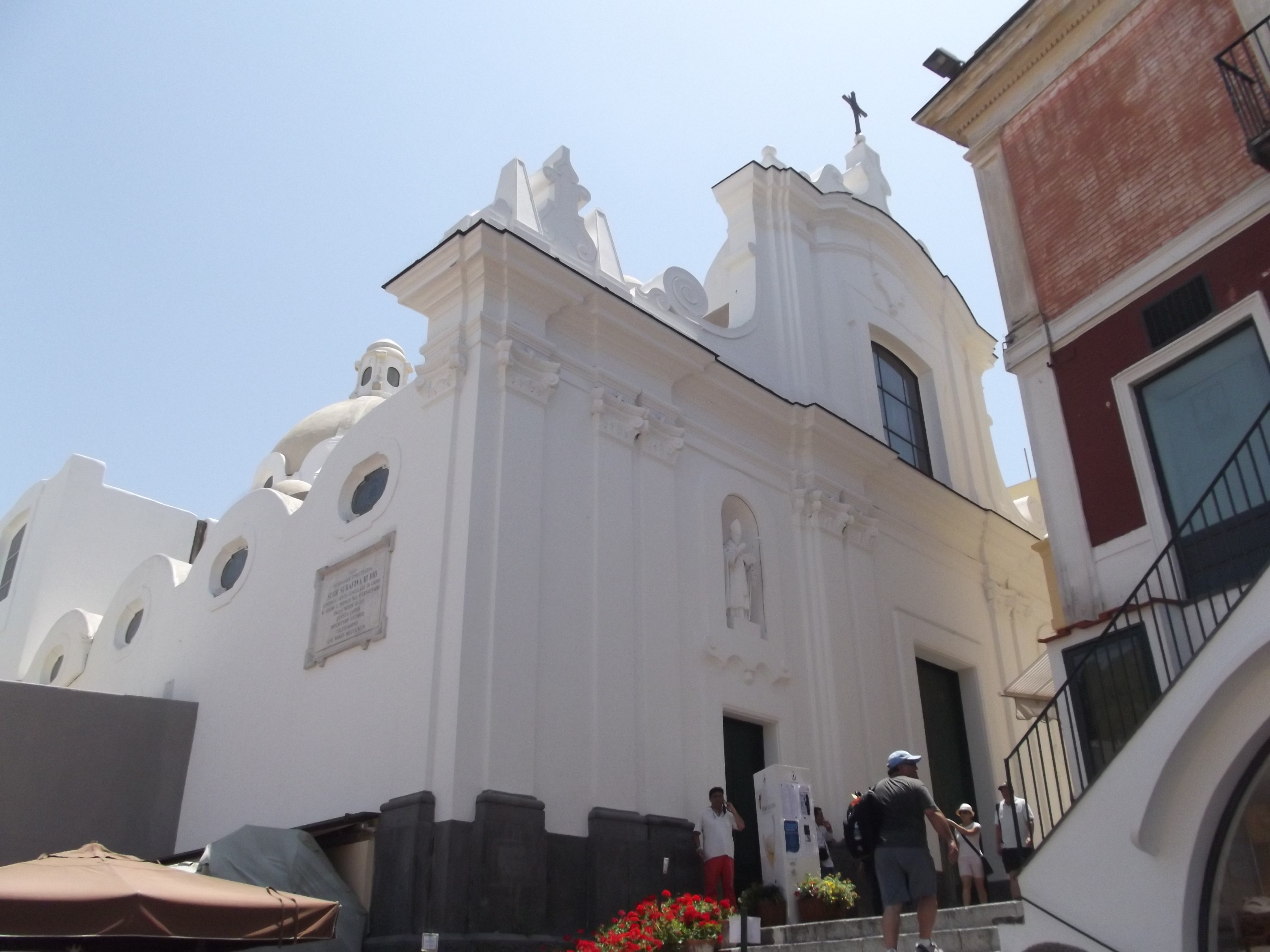
Excatedral de San Esteban, en Capri

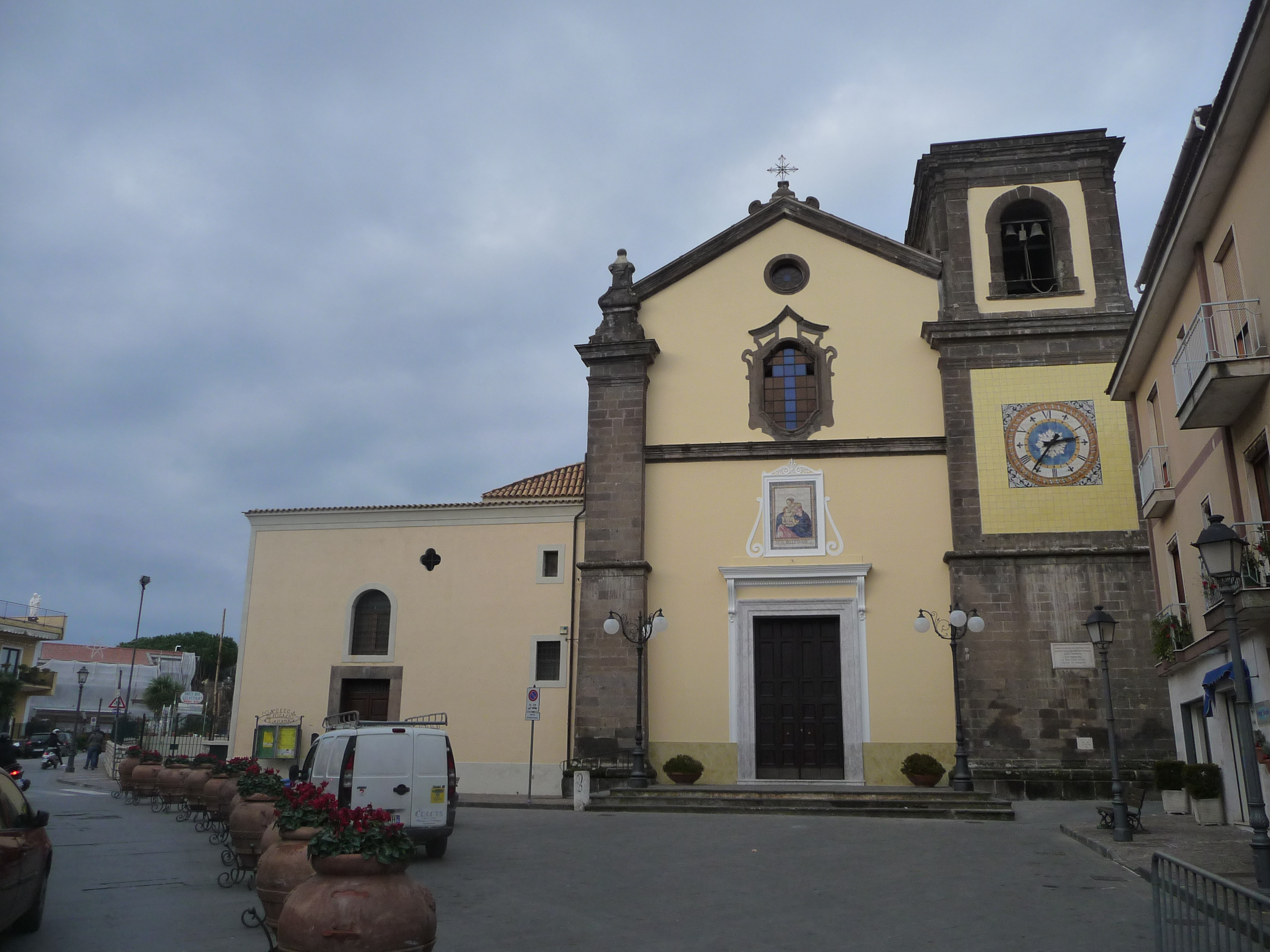
Excatedral de Santa María de las Gracias, en Massa Lubrense

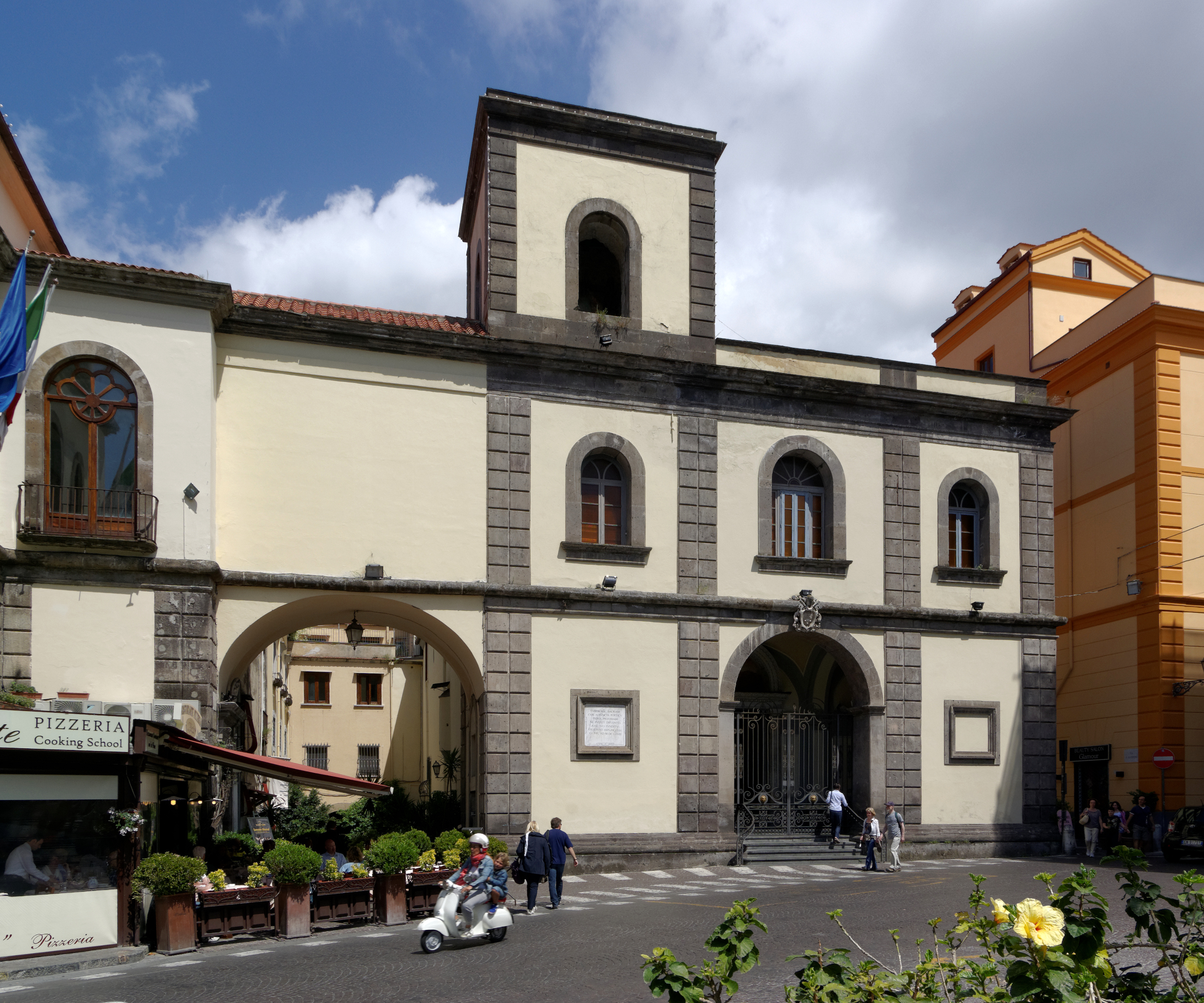
Basílica de San Antonino, en Sorrento

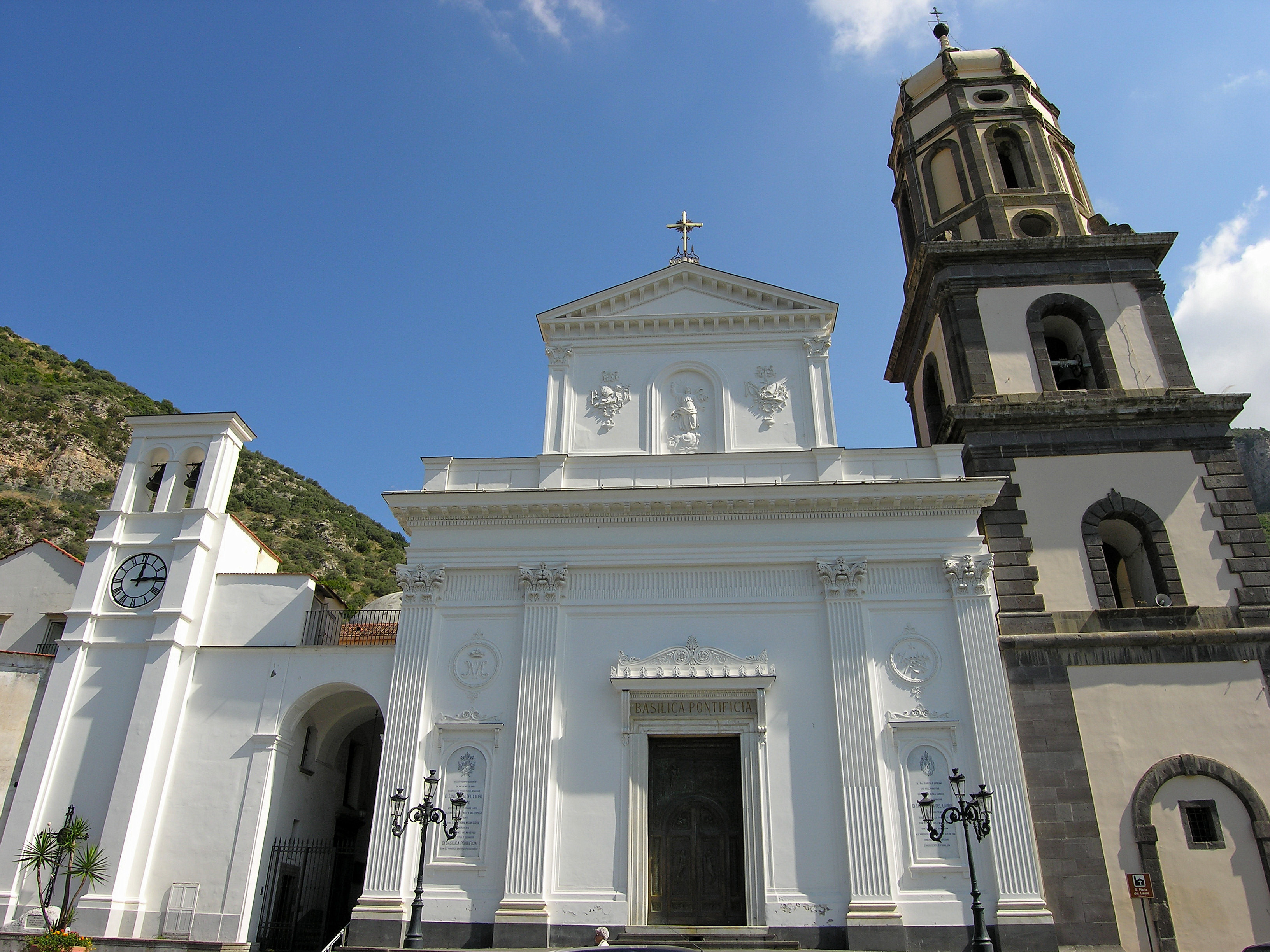
Basílica de Santa María del Lauro, en Meta di Sorrento

## Historia
La actual arquidiócesis nació en 1986 con la unión de dos sedes anteriores, la arquidiócesis de Sorrento y la diócesis de Castellammare di Stabia, ambas históricamente atestiguadas desde finales del siglo V.

### Sorrento
El origen y la difusión del cristianismo en la península sorrentina son inciertos. Según una tradición legendaria, el apóstol Pedro, en su viaje a Roma, se detuvo en el fiordo de Crapolla, hoy en el territorio de Massa Lubrense, donde en la Edad Media surgió una abadía benedictina dedicada al apóstol.
Los antiguos martirólogios dieron testimonio del martirio en Sorrento de Marco, Quinto y compañeros, recordado el 19 de marzo.
Igualmente incierto es el origen de la diócesis de Sorrento. Las tradiciones hagiográficas y litúrgicas recuerdan a cuatro santos obispos, Renato, Valerio, Atanasio y Bacolo, que vivieron en una época desconocida entre los siglos V y VII. El primero de ellos, Renato, que vivió quizás en la primera mitad del siglo V, es considerado por algunos historiadores como el protoobispo de Sorrento, aunque su biografía menciona a un predecesor desconocido.
El primer obispo históricamente verificado es Rosario quien, junto con Orso de Stabia, participó en el sínodo romano convocado por el papa Símaco en 499. Un siglo después, las cartas del papa Gregorio Magno presentan al obispo Giovanni, a partir de una carta fechada en abril de 591; el mismo obispo participó en un sínodo en Roma celebrado a principios de julio de 595; finalmente, Giovanni sigue siendo destinatario de algunas cartas del papa en los últimos meses de 598. Es casi seguro que murió entre 599 y principios de 600, porque a partir de marzo de 600 se conoce a su presunto sucesor, san Amando, cuya lápida, hoy desaparecida, informaba como fecha de muerte el 13 de abril de 617, después de 17 años y 21 días de gobierno pastoral.
También es incierto el momento en que la Iglesia de Sorrento fue elevada al rango de sede metropolitana. Según los dípticos de Sorrento, el primer arzobispo habría sido Leopardo, que vivió en la primera mitad del siglo X, tesis que Ferdinando Ughelli ya había refutado en el siglo XVII. El Liber Confratrum de san Mateo de Salerno da fe de que el primer arzobispo fue Maraldo, que vivió en la primera mitad del siglo XI; sin embargo, como informa Bartolomeo Capasso, el único documento que atestigua la existencia de este prelado (1005) lo señala como obispo, y no como arzobispo. Ciertamente, Giovanni fue arzobispo metropolitano, como se atestigua por primera vez en 1059, cuando participó en el sínodo de Benevento convocado por el papa Nicolás II; en 1071 participó en la consagración de la nueva iglesia de la abadía de Montecasino. Las diócesis de Vico Equense, Massa Lubrense y Stabia pertenecían a la provincia eclesiástica de Sorrento, las dos primeras erigidas presumiblemente en la misma época en la que Sorrento fue elevada a la categoría metropolitana.
A partir del siglo XVI algunos arzobispos se distinguieron por implementar las decisiones del Concilio de Trento. Giulio Pavesi (1558-1571) se dedicó a la reforma de la disciplina eclesiástica y de los monasterios, y convocó un concilio provincial en 1567, imitado por Giuseppe Donzelli (1574-1588) en 1584. Antonio Angrisani (1612-1641) favoreció e incrementó el desarrollo de las cofradías, mientras que Diego Petra (1680-1699) fundó el seminario arzobispal, institución que fue especialmente cuidada por sus sucesores, Filippo Anastasio (1699-1724) y Ludovico Agnello Anastasio (1724-1758).
A raíz del concordato estipulado el 27 de junio de 1818 entre la Santa Sede y Fernando I de las Dos Sicilias, mediante la bula De utiliori del papa Pío VII fueron suprimidas y unidas a Sorrento las sedes de Vico Equense, vacante desde 1799 (el último obispo Michele Natale se había unido a la República Napolitana y murió en el cadalso tras la restauración borbónica), Massa Lubrense y Capri. Con estas disposiciones, Castellammare di Stabia siguió siendo la única sufragánea de Sorrento.

### Castellammare di Stabia
La presencia de una primitiva Iglesia cristiana en la zona de Stabia se puede fechar en el período comprendido entre los siglos III y IV como lo demuestra el descubrimiento de hallazgos arqueológicos en la llamada area christianorum, debajo de la Concatedral de la Santísima María Asunta y San Catelo: se trata de lámparas con símbolos cristianos, un peroné de marfil en el que está grabada la representación de un abrazo entre los apóstoles Pedro y Pablo, sarcófagos y un azulejo con el monograma de Cristo. Las excavaciones realizadas en 2005 sacaron a la luz pinturas cristianas de los siglos III y IV.
El primer obispo de Castellammare atestiguado por las fuentes es Orso, citado en las actas del sínodo celebrado en Roma en 499 bajo el papa Símaco. Sigue al obispo Lorenzo, conocido por su epitafio, hoy perdido, que le asigna doce años de episcopado, desde 600 hasta su muerte el 26 de febrero de 612. El obispo Lubenzio participó en el Concilio de Letrán del año 649. El santo obispo Catelo es adscrito a una época incierta, entre los siglos VI y VII, cuyos acontecimientos están íntimamente ligados a los de san Antonino de Sorrento, hoy ambos patrones de la arquidiócesis. Posteriormente, la cronología de los obispos de Stabia se volvió muy incierta e incompleta, hasta el siglo XI, cuando presumiblemente la diócesis pasó a formar parte de la provincia eclesiástica de la arquidiócesis de Sorrento.
Entre los obispos de Stabia son dignos de mención: Antonino de Sorrento (1327-1331), discípulo de Juan Duns Scoto y más tarde metropolitano de Amalfi; Juan Fonseca (1537-1559), quien participó en el Concilio de Trento y fue capellán mayor del virreinato; Pio Tommaso Milante (1743-1749), autor de De Stabiis stabiana ecclesia et episcopis eius, importante por el estudio de la historia de la diócesis y por las referencias documentales allí relatadas. Este obispo también fue responsable de la creación del seminario para la formación de clérigos en el palacio episcopal.
El 27 de junio de 1818 el papa Pío VII, mediante la bula De utiliori, unió la suprimida diócesis de Lettere a Castellammare: Bernardo della Torre, último obispo de las Lettere, fue trasladado a la sede de Castellammare, que había estado vacante durante algunos años. Hasta ese momento, la diócesis de Stabia incluía únicamente la ciudad que era sede episcopal.
En 1860 el obispo Francesco Petagna (1850-1878), junto con el metropolitano de Sorrento, se vio obligado a exiliarse en Marsella y luego participó del Concilio Vaticano I. En la segunda mitad del siglo XIX, los obispos favorecieron la fundación de congregaciones religiosas, entre ellas las Hermanas de los Sagrados Corazones, las compasivas Siervas de María y las Hermanas Alcantarinas.
En 1935 la diócesis de Castellammare cedió una parte del territorio de la ciudad de Pompeya mediante el decreto Praelatura nullius de la Congregación Consistorial que definía el territorio de la prelatura territorial de Pompeya.
En abril de 1967 Raffaele Pellecchia fue nombrado coadjutor del metropolitano de Sorrento, Carlo Serena, y al mismo tiempo administrador apostólico de Castellammare, con obligación de residencia en esta ciudad. El 30 de julio de 1972, Raffaele Pellecchia, nombrado el año anterior obispo de Castellammare di Stabia, sucedió a Carlo Serena como arzobispo de Sorrento, uniendo así las dos sedes in persona episcopi.
Sorrento perdió su dignidad metropolitana, manteniendo su dignidad arzobispal, el 30 de abril de 1979 mediante la bula Quamquam Ecclesia del papa Juan Pablo II; al mismo tiempo Sorrento y su sufragánea de Castellammare di Stabia pasaron a formar parte de la provincia eclesiástica de la arquidiócesis de Nápoles.
La diócesis de Castellammare di Stabia, en vísperas de la plena unión con Sorrento, incluía 49 parroquias en las comunas de Castellammare di Stabia, Gragnano, Pimonte, Casola, Lettere, Santa Maria la Carità y Sant'Antonio Abate, y las fracciones de Mariconda y Messigno de la comuna de Pompeya.

### Sorrento-Castellammare di Stabia
El 30 de julio de 1972, Raffaele Pellecchia, exobispo de Castellammare di Stabia, sucedió a Carlo Serena como arzobispo de Sorrento, uniendo así las dos sedes in persona episcopi.
Sorrento perdió su dignidad metropolitana, manteniendo su dignidad arzobispal, el 30 de abril de 1979 mediante la bula Quamquam Ecclesia del papa Juan Pablo II. Junto con su sufragánea de Castellammare di Stabia pasó a formar parte de la provincia eclesiástica de la arquidiócesis de Nápoles.
El 30 de septiembre de 1986 mediante el decreto Instantibus votis de la Congregación para los Obispos, la unión de las dos sedes se hizo plena y la arquidiócesis asumió su nombre actual. El primer arzobispo de las sedes unidas fue Antonio Zama.
Presidida por el arzobispo Felice Cece, la fase final del primer sínodo de la nueva arquidiócesis, convocada en 2001, se celebró del 25 de septiembre de 2010 al 25 de enero de 2011. Desde la segunda mitad del siglo XIX ya no se celebraba en la zona un sínodo de las Iglesias locales.

## Estadísticas
Según el Anuario Pontificio 2023 la arquidiócesis tenía a fines de 2022 un total de 244 000 fieles bautizados.
| Año                                                                             | Población            | Población | Población      | Sacerdotes | Sacerdotes    | Sacerdotes    | Bautizados por sacerdote | Diáconos permanentes | Religiosos | Religiosos | Parroquias |
| Año                                                                             | Bautizados católicos | Total     | % de católicos | Total      | Clero secular | Clero regular | Bautizados por sacerdote | Diáconos permanentes | Varones    | Mujeres    | Parroquias |
| ------------------------------------------------------------------------------- | -------------------- | --------- | -------------- | ---------- | ------------- | ------------- | ------------------------ | -------------------- | ---------- | ---------- | ---------- |
| Arquidiócesis de Sorrento                                                       |                      |           |                |            |               |               |                          |                      |            |            |            |
| 1950                                                                            | 72 320               | 72 320    | 100.0          | 212        | 142           | 70            | 341                      |                      | 215        | 530        | 38         |
| 1970                                                                            | 78 317               | 78 505    | 99.8           | 153        | 91            | 62            | 511                      |                      | 133        | 329        | 40         |
| 1980                                                                            | 94 750               | 95 600    | 99.1           | 121        | 79            | 42            | 783                      |                      | 61         | 329        | 42         |
| Diócesis de Castellammare di Stabia                                             |                      |           |                |            |               |               |                          |                      |            |            |            |
| 1950                                                                            | 90 200               | 90 297    | 99.9           | 140        | 102           | 38            | 644                      |                      | 46         | 253        | 37         |
| 1959                                                                            | 96 000               | 96 500    | 99.5           | 119        | 84            | 35            | 806                      |                      | 40         | 250        | 41         |
| 1970                                                                            | 121 000              | 122 501   | 98.8           | 125        | 77            | 48            | 968                      |                      | 63         | 377        | 44         |
| 1980                                                                            | 126 400              | 135 500   | 93.3           | 123        | 75            | 48            | 1027                     |                      | 94         | 391        | 47         |
| Arquidiócesis de Sorrento-Castellammare di Stabia                               |                      |           |                |            |               |               |                          |                      |            |            |            |
| 1990                                                                            | 222 000              | 226 000   | 98.2           | 217        | 140           | 77            | 1023                     |                      | 92         | 762        | 91         |
| 1999                                                                            | 224 000              | 227 500   | 98.5           | 195        | 129           | 66            | 1148                     |                      | 74         | 500        | 87         |
| 2000                                                                            | 224 200              | 226 800   | 98.9           | 198        | 136           | 62            | 1132                     |                      | 68         | 490        | 87         |
| 2001                                                                            | 224 000              | 226 000   | 99.1           | 197        | 136           | 61            | 1137                     | 6                    | 67         | 488        | 87         |
| 2002                                                                            | 236 000              | 240 000   | 98.3           | 181        | 130           | 51            | 1303                     | 6                    | 56         | 484        | 87         |
| 2003                                                                            | 236 190              | 240 200   | 98.3           | 176        | 131           | 45            | 1341                     | 6                    | 49         | 478        | 87         |
| 2004                                                                            | 237 996              | 240 146   | 99.1           | 176        | 132           | 44            | 1352                     | 6                    | 49         | 480        | 87         |
| 2010                                                                            | 240 000              | 240 900   | 99.6           | 169        | 132           | 37            | 1420                     | 6                    | 42         | 459        | 87         |
| 2014                                                                            | 240 600              | 243 700   | 98.7           | 160        | 129           | 31            | 1503                     | 5                    | 34         | 306        | 87         |
| 2017                                                                            | 227 000              | 231 201   | 98.2           | 153        | 121           | 32            | 1483                     | 5                    | 34         | 308        | 88         |
| 2020                                                                            | 245 000              | 248 500   | 98.6           | 154        | 123           | 31            | 1590                     | 5                    | 52         | 284        | 88         |
| 2022                                                                            | 244 000              | 246 605   | 98.9           | 133        | 117           | 16            | 1834                     | 7                    | 32         | 265        | 88         |
| Fuente: Catholic-Hierarchy, que a su vez toma los datos del Anuario Pontificio. |                      |           |                |            |               |               |                          |                      |            |            |            |

## Episcopologio

### Sede de Sorrento
- San Renato † (siglo V?)[13]
- San Valerio † (siglo V?)[13]
- Rosario † (mencionado en 499)
- San Atanasio † (siglo VI?)[13]
- Giovanni I † (antes de 591-circa 599/600 falleció)
- San Amando † (marzo de 600-13 de abril de 617 falleció)
- Filippo † (antes de la mitad del siglo VII)[14]
- Giacomo † (antes de la mitad del siglo VII)[14]
- Agapito † (mencionado en 645 circa)
- San Bacolo † (siglo VII?)[13]
- Giaquinto (o Giacinto) † (mencionado en 680)
- Landolfo? † (en la época del papa Gregorio IV)[15]
- Stefano † (antes de 871-872? falleció)[nota 3]
- Anónimo † (mencionado en 876)
- Leopardo † (antes de la mitad del siglo X)
- Sergio † (segunda mitad del siglo X nombrado arzobispo de Nápoles)
- Maraldo † (mencionado en 1005)[16]
- Giovanni II † (antes de 1059-después de 1071)
- Barbato † (mencionado en 1110)[17]
- Orso † (mencionado en 1141)[17][nota 4]
  - Filippo † (?-9 de marzo de 1149 falleció) (obispo electo)[17]
- Rufino † (circa 1180/1190)[nota 5]
- Anónimo † (mencionado en 1192)[17]
- Alferio † (antes de 1197-después de 1227)[17][nota 6]
- Pietro I †[nota 7]
- Pietro II † (26 de marzo de 1252-después de 1254)[17]
- Anónimo † (mencionado en 1258 y 1259)[17]
- Ludovico d'Alessandro? † (1266-2 de diciembre de 1266 falleció)
- Pietro de Corneliaco, O.F.M. † (marzo de 1268-después de 1275 falleció)[17]
- Giovanni Mastrogiudice † (22 de junio de 1278-1285 falleció)
- Marco Mirabello † (25 de febrero de 1286-1305 falleció)
- Francesco † (27 de febrero de 1306-? falleció)
- Riccardo † (8 de junio de 1319-1320 falleció)
- Matteo da Capua, O.F.M. † (3 de octubre de 1320-circa 1332 falleció)
- Pietro † (20 de octubre de 1332-circa 1341 falleció)
- Andrea Sersale † (10 de marzo de 1341-? falleció)
- Pietro † (23 de junio de 1348-? falleció)
- Guglielmo d'Aleyrac † (17 de marzo de 1361-? falleció)
- Francesco de Fulgineo, O.E.S.A. † (26 de abril de 1374-1390 falleció)
- Roberto Brancia † (9 de mayo de 1390-5 de septiembre de 1409 nombrado arzobispo de Amalfi)
- Angelo † (27 de marzo de 1410-19 de diciembre de 1412 nombrado arzobispo de Santa Severina)
- Bartolomeo de Miserata † (21 de diciembre de 1412-? falleció)
- Antonio Bretone † (18 de abril de 1440-23 de julio de 1442 nombrado obispo de Orange)
- Domizio Falangola † (17 de octubre de 1442-8 de enero de 1470 falleció)
- Scipione Cicinelli † (15 de enero de 1470-22 de marzo de 1474 nombrado obispo de Tricarico)
- Giacomo de Sanctis † (22 de junio de 1474-agosto de 1479 falleció)
- Nardo Mormile † (12 de mayo de 1480-1493 falleció)
- Menelao Gennari † (28 de agosto de 1493-17 de marzo de 1501 falleció)
- Francisco de Remolins † (31 de marzo de 1501-1512 renunció)
- Gilberto Remolón † (22 de octubre de 1512-1525 falleció)
- Filippo Strozzi, O.P. † (18 de agosto de 1525-20 de junio de 1530 renunció)
- Florent Coquerelle † (20 de junio de 1530-fines de 1544 falleció)
- Bernardino Silverj Piccolomini † (13 de abril de 1545-octubre de 1552 falleció)
- Bartolomeo Albani † (22 de octubre de 1552-mayo de 1558 falleció)
- Giulio Pavesi, O.P. † (20 de julio de 1558-11 de febrero de 1571 falleció)
- Lelio Brancaccio † (20 de junio de 1571-15 de julio de 1574 nombrado arzobispo de Tarento)
- Giuseppe Donzelli, O.P. † (14 de julio de 1574-22 de abril de 1588 falleció)
- Muzio Bongiovanni † (27 de abril de 1588-27 de noviembre de 1590 falleció)
- Carlo Baldini † (18 de febrero de 1591-24/31 de marzo de 1598 falleció)
- Gerolamo Provenzale † (1 de junio de 1598-22 de marzo de 1612 falleció)
- Giovanni Antonio Angrisani, C.R. † (4 de junio de 1612-29 de agosto de 1641 falleció)
- Antonio del Pezzo † (27 de noviembre de 1641-12 de marzo de 1659 falleció)
- Paolo Suardo, C.O. † (10 de noviembre de 1659-29 de julio de 1679 falleció)
- Diego Petra † (29 de abril de 1680-1 de febrero de 1699 falleció)
- Filippo Anastasio † (11 de abril de 1699-13 de diciembre de 1724 renunció[nota 8])
- Lodovico Agnello Anastasi † (20 de diciembre de 1724-19 de febrero de 1758 falleció)
- Giuseppe Sersale † (13 de marzo de 1758-10 de enero de 1759 falleció)
- Silvestro Pepe † (4 de abril de 1759-23 de junio de 1803 falleció)
- Vincenzo Calà † (26 de junio de 1805-1 de mayo de 1817 falleció)
- Michele Spinelli, C.R. † (6 de abril de 1818-23 de octubre de 1824 falleció)
- Gabriele Papa † (20 de diciembre de 1824-26 de abril de 1837 falleció)
- Nicola Giuseppe Ugo † (18 de febrero de 1839-14 de agosto de 1843 falleció)
- Domenico Silvestri † (17 de junio de 1844-15 de septiembre de 1848 falleció)
- Leone Ciampa, O.F.M.Disc. † (22 de diciembre de 1848-9 de septiembre de 1854 falleció)
- Francesco Saverio Apuzzo † (23 de marzo de 1855-24 de noviembre de 1871 nombrado arzobispo de Capua)
- Mariano Ricciardi † (24 de noviembre de 1871-23 de agosto de 1876 falleció)
- Leopoldo Ruggiero † (12 de marzo de 1877-11 de marzo de 1886 falleció)
- Giuseppe Giustiniani † (7 de junio de 1886-2 de julio de 1917 falleció)
- Paolo Jacuzio † (9 de julio de 1917-19 de mayo de 1944 falleció)
- Carlo Serena † (22 de octubre de 1945-30 de julio de 1972 falleció)
- Raffaele Pellecchia † (30 de julio de 1972 por sucesión-3 de mayo de 1977 falleció)
- Antonio Zama † (27 de agosto de 1977-30 de septiembre de 1986 nombrado arzobispo de Sorrento-Castellammare di Stabia)

### Sede de Castellammare di Stabia
- Orso † (mencionado en 499)
- Lorenzo † (27 de febrero de 600-26 de febrero de 612 falleció)
- Iuventino † (mencionado en 649)
- San Catello † (siglo VII)
- Sergio I †[nota 9]
- Stefano † (mencionado en 982 circa)[nota 10]
- Cennamo † (mencionado en julio de 1010)[nota 11]
- Gregorio I † (mencionado en 1025)[18]
- Gregorio II † (mencionado en 1085)
- Gregorio III † (mencionado en 1110)
- Sergio II † (mencionado en 1120)
- Giovanni I † (mencionado en 1141)[nota 12]
- Palmerio † (antes de 1196-después de 1230)[19]
- Anónimo † (mencionado en 1238)[19]
- Giovanni II † (antes de 1252-después de 1272)[19]
- Teobaldo, O.F.M. † (antes de 1283-8 de abril de 1295 nombrado obispo de Terracina)
- Andrea † (mencionado en 1309)
- Pietro † (antes de 1315-circa 1324 falleció)
- Landolfo Caracciolo, O.F.M. † (21 de agosto de 1327-20 de septiembre de 1331 nombrado obispo de Amalfi)
- Matteo d'Alagno † (24 de septiembre de 1331-?)[nota 13]
- Paolo d'Aliano † (antes de 1362-1370 falleció)
- Marino del Giudice † (18 de febrero de 1370-18 de mayo de 1373 nombrado obispo de Cassano)
- Ugo Terrissonio, O.P. † (8 de agosto de 1373-circa 1380 depuesto)
- Giuliano, O.F.M. † (circa 1380-28 de enero de 1388 nombrado obispo de Nicastro)
- Gentile de Tufo † (antes del 25 de junio de 1392-1392 falleció)
- Antonio Arcamone, O.P. † (13 de noviembre de 1392-1399 falleció)
- Giacomo Gallucci, O.P. † (30 de julio de 1399-1402 falleció)
- Marino di Sant'Agata † (3 de marzo de 1402-18 de agosto de 1402 nombrado obispo de Terracina)
  - Sede vacante (1402-1421)
- Luigi Certa † (4 de junio de 1421-1443 falleció)
- Felice Fajadelli?,[nota 14] O.P. † (24 de diciembre de 1444-1446 falleció)
- Ludovico Certa?[nota 15] † (1446-1447 falleció)
- Nicola Anfora † (15 de mayo de 1447-1496 falleció)
- Antonio Flores † (26 de agosto de 1496-1510 falleció)
- Pedro Flores † (29 de noviembre de 1503-31 de enero de 1537 nombrado obispo de Gaeta)
- Juan Fonseca † (27 de abril de 1537-septiembre de 1559 falleció)
- Antonio Lauro † (9 de octubre de 1562-1577 falleció)
- Ludovico Majorino † (10 de mayo de 1581-1591 falleció)
- Giovanni Trulles de Myra † (13 de septiembre de 1591-11 de marzo de 1596 nombrado arzobispo de Acerenza y Matera)
  - Sede vacante (1596-1599)
- Vittorino Mansi † (1 de febrero de 1599-31 de julio de 1600 renunció)
- Jerónimo Bernardo de Quirós, O.Praem. † (15 de febrero de 1601-18 de agosto de 1604 nombrado obispo de Pozzuoli)
- Ippolito Riva, C.R. † (31 de agosto de 1605-1627 falleció)
- Annibale Mascambruno † (30 de agosto de 1627-1645 falleció)
- Andrea Massa † (18 de septiembre de 1645-25 de septiembre de 1651 nombrado obispo de Gallipoli)
- Clemente del Pezzo † (27 de noviembre de 1651-noviembre de 1653 falleció)
- Juan de Paredes, C.R.S.A. † (2 de agosto de 1655-17 de abril de 1662 nombrado obispo de Gaeta)
- Pietro Gambacorta, C.R. † (26 de junio de 1662-19 de enero de 1676 falleció)
- Lorenzo Mayers Caramuel, O. de M. † (27 de abril de 1676-18 de abril de 1678 nombrado obispo de Gaeta)
- Salvatore Scaglione, O.Carm. † (6 de junio de 1678-16 de julio de 1680 falleció)
- Francesco de Mandietta, O.SS.T † (12 de enero de 1682-circa febrero de 1683 falleció)
- Annibale de Petropaolo † (10 de enero de 1684-8 de septiembre de 1705 falleció)
  - Sede vacante (1705-1713)
- Biagio de Dura † (30 de agosto de 1713-2 de marzo de 1722 nombrado obispo de Potenza)
- Pietro Savastano, O.F.M.Ref. † (23 de septiembre de 1722-agosto de 1727[nota 16] falleció)
- Tommaso Di Grazia † (22 de diciembre de 1727-2 de diciembre de 1729 falleció)
- Tommaso Falcoia, P.O. † (2 de octubre de 1730-20 de abril de 1743 falleció)
- Pio Tommaso Milante † (15 de julio de 1743-2 de abril de 1749 falleció)
- Giuseppe Coppola, C.O. † (1 de diciembre de 1749-8 de agosto de 1767 falleció)
- Tommaso Mazza † (25 de enero de 1768-5 de abril de 1787 falleció)
  - Sede vacante (1787-1792)
- Ferdinando Crispo Doria † (27 de febrero de 1792-5 de agosto de 1800 falleció)
  - Sede vacante (1800-1818)
- Bernardo Maria della Torre † (21 de diciembre de 1818-28 de mayo de 1820 falleció)
- Francesco Colangelo, C.O. † (27 de junio de 1821-15 de enero de 1836 falleció)
- Angelo Maria Scanzano † (19 de mayo de 1837-6 de enero de 1849 falleció)
- Francesco Saverio Petagna † (20 de mayo de 1850-18 de diciembre de 1878 falleció)
- Vincenzo Maria Sarnelli † (28 de febrero de 1879-19 de abril de 1897 nombrado arzobispo de Nápoles)
- Michele de Jorio † (4 de febrero de 1898-1 de diciembre de 1921 renunció[nota 17])
- Uberto Maria Fiodo † (28 de abril de 1922-23 de diciembre de 1923 renunció[nota 18])
- Pasquale Ragosta † (5 de mayo de 1925-7 de octubre de 1936 renunció[nota 19])
- Federico Emanuel, S.D.B. † (12 de noviembre de 1936-16 de abril de 1952 renunció[nota 20])
- Agostino D'Arco † (16 de abril de 1952 por sucesión-21 de septiembre de 1966 falleció)
  - Sede vacante (1966-1971)
- Raffaele Pellecchia † (28 de junio de 1971-3 de mayo de 1977 falleció)
- Antonio Zama † (27 de agosto de 1977-30 de septiembre de 1986 nombrado arzobispo de Sorrento-Castellammare di Stabia)

### Sede de Sorrento-Castellammare di Stabia
- Antonio Zama † (30 de septiembre de 1986-7 de julio de 1988 falleció)
- Felice Cece † (8 de febrero de 1989-10 de marzo de 2012 retirado)
- Francesco Alfano, desde el 10 de marzo de 2012

### Castellammare di Stabia
- (en latín) Ferdinando Ughelli, Italia sacra, vol. VI, segunda edición, Venecia, 1720, col. 655-666.
- (en italiano) Pio Tommaso Milante, Della città di Stabia, della Chiesa stabiana e de' suoi vescovi, Nápoles, 1836, Tomo I, Tomo II.
- (en italiano) Vincenzio d'Avino, Cenni storici sulle chiese arcivescovili, vescovili e prelatizie (nullius) del Regno delle Due Sicilie, Nápoles, 1848, pp. 164-166.
- (en italiano) Francesco Lanzoni, Le diocesi d'Italia dalle origini al principio del secolo VII (an. 604), vol. I, Faenza, 1927, pp. 245-246.
- (en italiano) Giuseppe Cappelletti, Le Chiese d'Italia dalla loro origine sino ai nostri giorni, vol. XIX, Venecia, 1864, pp. 769-813.
- (en latín) Paul Fridolin Kehr, Italia Pontificia, vol. VIII, Berlín, 1935, pp. 412-413.
- (en alemán) Norbert Kamp, Kirche und Monarchie im staufischen Königreich Sizilien. Prosopographische Grundlegung. Bistümer und Bischöfe des Königreichs 1194-1266. 1. Abruzzen und Kampanien, Múnich, 1973, pp. 382-384.
- (en latín) Pius Bonifacius Gams, Series episcoporum Ecclesiae Catholicae, Graz, 1957, p. 872.
- (en latín) Konrad Eubel, Hierarchia Catholica Medii Aevi, vol. 1, p. 462; vol. 2, p. 241; vol. 3, pp. 303-304; vol. 4 pp. 140-141; vol. 5, p. 149; vol. 6, pp. 154-155.
- Valcaccia, Egidio (2013).  Longobardi Editore, ed. I tesori sacri di Castellammare di Stabia: dall'arte paleocristiana al primo Rinascimento (en italiano). Castellammare di Stabia. ISBN 978-88-8090-409-0.